# Liste des œuvres de Heinrich Biber
Le catalogue des œuvres de Heinrich Biber est un des plus variés de la musique baroque de son temps, comprenant aussi bien des œuvres de musique profane — y compris des ballets et des opéras, dont un seul a été conservé jusqu'au XXe siècle — et des œuvres de musique religieuse, dont de nombreuses messes en latin. Compositeur catholique travaillant principalement pour le prince-archevêque de Salzbourg, Biber a considérablement enrichi le répertoire de la musique chorale — notamment avec la monumentale Missa Salisburgensis, à 53 voix — et plus encore celui de la Sonata da chiesa, musique de chambre à caractère religieux dont les Sonates du Rosaire constituent le chef-d'œuvre.
La numérotation de ce catalogue a été établie par le musicologue américain Eric Thomas Chafe, de C.1 à C.147, avec des œuvres ajoutées en appendice à partir de C.App.100 jusqu'à C.App.121. Plus de cent partitions sont encore considérées comme perdues.

## Musique religieuse

### Messes
- C.1 – Missa Alleluja à 36 voix
- C.2 – Missa Catholica ou Missa Sancti Alexii
- C.3 – Missa Christi resurgentis
- C.4 – Missa ex B (en si bémol majeur) à 6 voix
- C.5 – Missa Quadragesimalis ou Missa in Contrapuncto
- C.6 – Missa Sancti Henrici
- C.7 – Requiem à 15 en la majeur
- C.8 – Requiem ex F con terza minore (en fa mineur)
- C.9 – Laetatus sum a 7
- C.10 – Nisi Dominus aedificaverit domum a 2, violono e basso

### Motets pour les vêpres
Vesperae à 32 voix 
- C.11 – Dixit Dominus
- C.12 – Magnificat

Vesperae longiores ac breviores (1693)
- C.13 – Dixit Dominus
- C.14 – Confitebor tibi Domine
- C.15 – Beatus vir
- C.16 – Laudate, pueri, Dominum
- C.17 – Laudate Dominum
- C.18 – Magnificat
- C.20 – Laudate pueri
- C.23 – Lauda Jerusalem
- C.24 – Magnificat
- C.25 – Dixit Dominus
- C.26 – Confitebor
- C.27 – Beatus vir
- C.28 – Laudate pueri, Dominum
- C.29 – Laudate Dominum
- C.30 – Laudate pueri, Dominum
- C.31 – Laetatus sum
- C.32 – Nisi Dominus
- C.33 – Lauda Jerusalem
- C.34 – Magnificat
- C.35 – Credidi
- C.36 – In convertendo
- C.37 – Domine probasti me
- C.38 – De profundis
- C.39 – Memento
- C.40 – Beati omnes
- C.41 – In exitu Israel
- C.42 – Litaniae Lauretanae

### Autres motets
- C.43 – In Festo Trium Regium, Muttetum Natale à 6 voix
- C.44 – Litaniae de Sancto Josepho
- C.45 – Lux perpetua
- C.46 – Huc poenitentes
- C.47 – Ne cedite mentes
- C.48 – Quo abiit dilectus tuus a 8 (Offertorium in Festo 7 dolorum)
- C.49 – Salve Regina
- C.50 – Stabat Mater

## Musique profane

### Opéra
- C.51 – Arminio, chi la dura la vince, opéra en trois actes

### Mélodies
- C.52 – Arien à 4 voix
- C.53 – Arien à 4 voix, pour violon, 2 violes & continuo en la majeur

### Balletti
- C.55 – Ballettae à 4 Violettae
- C.56 – Balletti à 4, pour violon, 2 violes & continuo en sol majeur
- C.58 – Balletti
- C.59 – Balletti lamentabili à 4
- C.60 – Balletti

## Musique de chambre
- C.61 – Sonate La Battalia à 10, pour 3 violons, 4 violes, 2 basses de viole & continuo (1673)
- Harmonia artificioso-ariosa : diversi mode accordata, 7 partias pour 1 ou 2 violons, 2 violes, 2 violes d'amour & continuo (1696)
  - C.62 – Partia no 1 en ré mineur
  - C.63 – Partia no 2 en si mineur
  - C.64 – Partia no 3 en la majeur
  - C.65 – Partia no 4 en mi majeur
  - C.66 – Partia no 5 en sol mineur
  - C.67 – Partia no 6 en ré majeur
  - C.68 – Partia no 7
- Mensa Sonora seu Musica Instrumentalis (6 suites pour violon, 2 violes, & continuo) (1680)
  - C.69–74
- C.75 – Sérénade « Der Nachtwächter » (« Le veilleur de nuit »)
- C.76 – Trombet-undt Musicalischer Taffeldienst à 4
- C.77 – Fantasia pour violon & continuo
- Fidicinium sacroprofanum (12 sonates pour 1 ou 2 violons, 2 violes, continuo) (1683)
  - C.78–89
- Sonates du Rosaire (1674)
  - C.90 – Sonata no 1 en ré mineur (L'Annonciation)
  - C.91 – Sonata no 2 en la majeur (La Visitation)
  - C.92 – Sonata no 3 en si mineur (La Nativité)
  - C.93 – Sonata no 4 en ré mineur, (La Présentation de Jésus au temple)
  - C.94 – Sonata no 5 en la majeur (Jésus retrouvé au temple)
  - C.95 – Sonata no 6 en do mineur (L'agonie au jardin)
  - C.96 – Sonata no 7 en fa majeur (La flagellation)
  - C.97 – Sonata no 8 en si majeur (Le couronnement d'épines)
  - C.98 – Sonata no 9 en la mineur (Le chemin de croix)
  - C.99 – Sonata no 10 en sol mineur (La Crucifixion)
  - C.100 – Sonata no 11 en sol majeur (La résurrection)
  - C.101 – Sonata no 12 en do majeur (L'Ascension)
  - C.102 – Sonata no 13 en ré mineur (La Pentecôte)
  - C.103 – Sonata no 14 en ré majeur (L'assomption)
  - C.104 – Sonata no 15 en do majeur (Couronnement au Ciel)
  - C.105 – Passacaglia, pour violon seul en sol mineur
- C.106 – Pastorella, sonate pour violon & continuo en la majeur
- C.108 – Sonata pour violon & continuo en mi majeur
- C.109 – Sonata a 6
- C.110 – Sonata à 6 Die pauern kirchfartt genandt, pour 3 violons, 2 violes & continuo en si majeur
- C.111 – Sonata à 7, 6 Trompettes, Timbales et orgues (1668)
- C.112 – Sonata pro tabula pour 5 flûtes, 2 violons, 3 violes & continuo en do majeur
- C.113 – Sonata Sancti Polycarpi (1673 ou 1674)
- Sonatae tam aris quam aulis servientes (12 sonates pour 5 à 8 instruments) (1676)
  - C.114 – Sonata no 1 pour 2 trompettes, 2 violons, 2 violes & continuo en do majeur
  - C.115 – Sonata no 2 pour 2 violons, 3 violes & continuo en ré majeur
  - C.116 – Sonata no 3 pour 2 violons, 3 violes & continuo en sol mineur
  - C.117 – Sonata no 4 pour trompette, violon, 2 violes & continuo en do majeur
  - C.118 – Sonata no 5 pour 2 violons, 3 violes & continuo en mi mineur
  - C.119 – Sonata no 6 pour 2 violons, 2 violes & continuo en fa majeur
  - C.120 – Sonata no 7 pour 2 trompettes, 2 violons & continuo en do majeur
  - C.121 – Sonata no 8 pour 2 violons, 2 violes & continuo en sol majeur
  - C.122 – Sonata no 9 pour 2 violons, 2 violes & continuo en si majeur
  - C.123 – Sonata no 10 pour trompette, violon, 2 violes & sol mineur
  - C.124 – Sonata no 11 pour 2 violons, 2 violes & continuo en la majeur
  - C.125 – Sonata no 12 pour 2 trompettes, 2 violons, 2 violes & continuo en do majeur
  - C.126–137 – Fanfares à 2 trompettes no 1-12
- Sonatae violono solo (8 sonates pour violon & continuo) (1681)
  - C.138 – Sonata en la majeur
  - C.139 – Sonata en ré mineur
  - C.140 – Sonata en fa majeur
  - C.141 – Sonata en ré majeur
  - C.142 – Sonataen mi mineur
  - C.143 – Sonata en do mineur
  - C.144 – Sonata en sol mineur
  - C.145 – Sonata en sol majeur
- C.146 – Sonata representativa (Representatio Avium), pour violon & continuo en la majeur
- C.147 – Sonata, pour violon en la majeur

## Œuvres ajoutées au catalogue

### Messes
- C. App.100 – Missa Bruxellensis
- C. App.101 – Missa Salisburgensis en do majeur
- C. App.106 – Hymne Plaudite Tympana en do majeur

### Musique de chambre
- C. App.111 – Harmonia Romana
- C. App.117 – Sonata à 3 "AB"
- C. App.118 – Sonata à 3 ("AB")
- C. App.119 – Sonata à 4 ("H.B.")
- C. App.121 – Sonata Jucunda, pour 2 violons, 3 violes & continuo en ré majeur

## Œuvres vocales perdues
- Applausi festivi di Giove, cantate (1687)
- Li trofei della fede cattolica, cantate (1687)
- Alessandro in Pietra, opéra (1689)
- Trattenimento musicale del'ossequio di Salisburgo, cantate (1699)
- Sonata à 3 (pour 2 violons & trombone)